# Yamaguchi Gen
Yamaguchi Gen (japanisch 山口 源, * 23. Oktober 1896 in Yanagishima, heute Fuji, Präfektur Shizuoka; † 15. Juli 1976 in Enoura, Stadt Numazu) war ein japanischer Holzschnittkünstler und Buchgestalter. Er gilt neben Onchi Kōshirō als einer der Wegbereiter des abstrakten Holzschnitts in Japan.

## Leben
Yamaguchi wurde 1896 in Yanagishima (heute Stadt Fuji) geboren. Sein bürgerlicher Name war Yamaguchi Gengo (山口 源吾). 1914 zog er mit seinen Eltern nach Taipeh (Taiwan), wo er seinem Vater in dessen Brauereigeschäft half. Während eines Kuraufenthalts traf er auf den Holzschnittkünstler Fujimori Shizuo, der ihn für die Kunstform begeisterte. Nach seiner Rückkehr nach Tōkyō im Jahr 1923 wurde er Schüler von Onchi Kōshirō, einem der Führer der Sōsaku-Hanga-Bewegung.
Ab 1939 organisierte er gemeinsam mit Sekino Jun’ichirō die monatliche Studiengruppe Ichimoku-kai im Haus von Onchi. 1943 wurde er Mitglied der Japanischen Holzschnittgesellschaft, 1949 auch der Kokuga-kai. 1944 wurde er aufgrund der Luftangriffe nach Enoura (Numazu) evakuiert und lebte dort bis zu seinem Tod 1976.
Nach dem Krieg stellte er regelmäßig bei nationalen und internationalen Ausstellungen aus und wurde für seine freien, emotionalen Abstraktionen bekannt, die sowohl natürliche als auch menschengemachte Materialien einbezogen. 1957 erhielt er einen Preis bei der Internationalen Grafikbiennale in Ljubljana, 1958 gewann er mit dem Werk Nō yakusha den Grand Prix der Internationalen Grafikbiennale von Lugano als erster Japaner.
Yamaguchi war Christ, politisch liberal, belesen und künstlerisch stark unabhängig.

## Werk
Yamaguchis Arbeiten sind oft von Naturmaterialien wie Treibholz inspiriert und thematisieren abstrakte und symbolische Konzepte. Sein Werk Nō yakusha (1958) stellt in abstrahierter Form einen Darsteller des Nō-Theaters dar. Die Formen erinnern an Kopf und Schultern einer Person im Profil. Die weichen Farbflächen und das graue Grundfeld erzeugen eine Atmosphäre des Yūgen (des geheimnisvoll Schönen).
Er selbst erklärte dazu: „Das ist die unvermeidliche Offenbarung des Volkstümlichen. Es gibt kein konkretes Modell. Es ist nur mein eigenes Bild.“
Weitere wichtige Werke:
- Shibafu (芝生 / „Rasen“) – Biennale Ljubljana 1957[2]
- Poetry of Early Autumn (Bild mit Naturmaterialien)[3]
- Beiträge zur Serie Scenes of Last Tokyo (1945)[3]
- Beiträge zum Picture Album of Native Customs (1946)[3]

## Nachwirkung
1983 wurde von der Stadt Numazu der „Yamaguchi-Gen-Preis“ ins Leben gerufen, der herausragende Leistungen im Bereich der Druckgrafik auszeichnet. Es werden ein Hauptpreis (alle zwei Jahre) und zwei Nachwuchspreise (jährlich) vergeben.
1998 wurde anlässlich seines 100. Geburtstags eine große Retrospektive im Shizuoka Prefectural Museum of Art veranstaltet.